# Droméocerque brun
 (septembre 2022).
Bradypterus brunneus
Espèce
Statut de conservation UICN

 LC  : Préoccupation mineure
Le Droméocerque brun-vert (Bradypterus brunneus, anciennement Dromaeocercus brunneus) est une espèce de passereaux placée dans la famille des Locustellidae. Elle était auparavant placée dans le genre monotypique Dromaeocercus. Mais les travaux d'Alström et al. (2011) ont permis de la classer dans le genre Bradypterus.

## Répartition
Cet oiseau peuple les forêts du versant oriental de la chaîne de Madagascar.

## Habitat
Il vit dans les montagnes humides subtropicales ou tropicales.